# 阿尔谢罗
阿尔谢罗（義大利語：Arsiero），是意大利威尼托大区维琴察省的一个市镇。总面积41平方公里，人口3356人，人口密度81.9人/平方公里（2009年）。国家统计（ISTAT）代码为024007。